# Паприкаш
Паприкашът (на английски: papricache; на английски: papricas) е традиционно унгарско национално ястие. Приготвя се от месо и пиперки или от пиперки и домати.

## Наименование
Името на ястието идва от „паприка“ – „червена чушка Капия“ на унгарски. Въпреки популярното си име, растението пипер няма отношение към черния пипер, който принадлежи към рода Пипер (Piper) на семейство Пиперови (Piperaceae).

## Рецепти

### В Унгария
Печенето на яхнията със заквасена сметана попада под влиянието на немската кухня. Наполеон също се опитва да омекоти „унгарските“ ястия с люти чушки със сметана и заквасена сметана на френския император Алберт, хабсбургския ерцгерцог Алберт от Тешен и на унгарския крал Франциск Йосиф I. Именно от това време се появява погрешното тълкуване в унгарската гастрономия, която започва да разглежда чушките като вариант на заквасена сметана при печене.[ неясно? ]
В традиционната рецепта се сваряват чушки, докато се препича яхнията на собствената си мазнина.[ неясно? ] Може да се добави заквасена сметана и в двете, което прави вкуса различен.

### В България
Основно съдържа чушки, домати, лук, люта чушка и магданоз. Чушките са или само червена месеста капия, или смесено – червени и зелени чушки. В пропорции чушките са приблизително 2/3, а доматите 1/3.
Освен като вегетарианско, ястието може да бъде приготвено със свинско, пилешко или друго месо.
Чушките се запържват с лук, след което се добавят доматите. Отношението на чушки и домати не е фиксирано. Когато се добавят повече домати, се добавя и малко захар, която да неутрализира тяхната киселинност.
Паприкашът е едно от основните зеленчукови консерви, които се приготвят за зимата.

## Други значения
- В жаргона има преносно значение – на лоша ситуация.